# Лочмеле, Регина Яновна
Регина Лочмеле-Лунёва (латыш. Regīna Ločmele-Luņova; род. 19 ноября 1966, Севастополь) — латвийская журналистка, общественный деятель, депутат 12-го и 13-го Латвийского сейма от партии «Согласие».

## Биография
Родилась в 1966 году в Севастополе, в семье офицера Черноморского флота Яниса Лочмелиса и его жены Ларисы. В 1970-х годах вместе с родителями и младшей сестрой Юлией переехала жить в Ригу.
Училась в средней школе в Риге, закончила её в 1983 году, затем поступила в Латвийский университет, получив в 1988 году специальность журналиста. Работала на Латвийском телевидении, вела новостные программы, работала на радио.
После восстановления независимости Латвии поступила в Институт международных отношений при ЛУ и в 1994 году окончила его.
C 1997 года занималась бизнесом, стала исполнительным директором (до 2007) фирмы по организации концертов «VIP-Promotion», входила в правление охранного центра «Ягуар» (с 2003 по 2008).
В 2007 году Регина получила степень магистра социальных наук в науке управления.
В 2007 году в Сочи приняла участие в конкурсе красоты для замужних женщин «Mrs. World», а также встретилась с Рамзаном Кадыровым в Чечне.
Работала также в «Rīgas namu pārvaldnieks» руководителем отдела по связям с общественностью.

## Политическая деятельность
В 2014 году была избрана депутатом Сейма по спискам партии «Согласие». В 2015 году прокуратура возбудила уголовное дело против Лочмеле-Лунёвой вместе с другими подозреваемыми в неуплате налогов и легализации незаконно полученных средств. Она отвергла обвинения, но мандат депутата сложила.
В 2017 году была избрана в Рижскую думу от объединённого списка «Согласия» и движения «Честь служить Риге!».
В 2018 году уголовное дело в отношении неё было прекращено за отсутствием состава преступления.
В октябре 2018 года на парламентских выборах была снова избрана депутатом Сейма и стала председателем подкомиссии по жилью комиссии по госуправлению и делам самоуправлений.
В мае 2019 года баллотировалась на выборах в Европейский Парламент, но не была избрана.

## Общественная деятельность
В 2013 году после 21 ноября обрушения супермаркета в Рижском микрорайоне Золитуде, в результате которого погибли 54 человека, 23 ребёнка в возрасте от 2 месяцев до 18 лет остались сиротами, Регина активно помогала пострадавшим и членам их семей. Создала и возглавила товарищество «Золитуде 21.11», представлявшее интересы пострадавших в государственных и общественных инстанциях, а также в суде по уголовному делу против подозреваемых в виновности в этой трагедии.
В 2015 году выпустила на двух языках книгу памяти погибших и пострадавших «Помни Золитуде».
В 2017 году избрана в правление общественной организации собственников квартир и арендаторов земли «Tauta pret zemes baroniem» («Народ против земельных баронов»), цель которой — помочь жителям многоквартирных домов защитить свои права в принудительной оплате аренды земли, денационализированной под такими домами решением Сейма и скупленной рядом предпринимателей, превративших принудительную аренду в выгодный бизнес. Общество в 2017 году подготовило несколько исков в суды об оспаривании взыскания платежей за аренду земли задним числом. 28 июня был выигран первый процесс.
12 апреля 2018 года Конституционный суд Латвии по заявлению собственников земли, рассмотрев дело № 2017-17-01, признал не соответствующими Сатверсме изменения в Законе о приватизации жилых домов, устанавливавшие арендную плату не выше 5 % от кадастровой стоимости земельного участка в 2018 году, со снижением в 2019-м до 4 % и в 2020-м — до 3 % в случае, если собственники земли и собственники квартир не смогли договориться между собой о размере арендной платы. Таким образом собственники получили возможность применять ранее действовавшую ставку 6 %, поскольку необходимые изменения в законе приняты не были. И они стали требовать повышенные суммы, добавляя к ним ещё и НДС 21 %, предлагая также собственникам квартир в домах, стоящих полностью или частично на чужой земле, заключать с её владельцами индивидуальные договоры. Общество «Народ против земельных баронов» разъясняло, что это незаконно.

## Личная жизнь
В 2006 году вышла замуж за Павла Лунёва. У них родилось трое детей. В 2020 году супруги развелись.

## Книги
Регина Лочмеле-Лунёва. Помни Золитуде. Книга памяти жертв Золитудской трагедии./Издание товарищества «Zolitūde 21.11».// Рига, 2015. — 206 с.- ISBN 978-9934-14-718-0.